# 이복 형제 (영화)
"이복형제"는 한국에서 제작된 김화랑 감독의 1961년 영화이다. 최무룡 등이 주연으로 출연하였고 차태진 등이 제작에 참여하였다.

## 출연

### 주연
- 최무룡
- 김지미
- 김승호
- 황해

## 기타
- 조명: 박진수
- 미술: 박석인